# Pik-Art
Pik-Art je divadelní spolek, působící od roku 1996 v Úštěku.

## Historie
Divadelní spolek Pik-Art, původně divadelní ochotnický soubor Pikart, vznikl v listopadu v roce 1996 v Úštěku. Myšlenku založit divadlo, v tenkrát minimálně kulturně žijícím Úštěku, měly zakladatelky Gabriela Nogová a Dana Kučerová. První schůzka na půdě úštěcké evangelické fary zajímala cca 40 úštěckých občanů. Po rozdání scénářů a objasnění, co divadlo obnáší, se na další schůzce sešlo 10 členů, kteří se pustili do první hry s plnou vervou. Od té doby, s různými proměnami herců, spolek nazkoušel a odehrál velkou řadu představení. Získal mnohá ocenění zejména za zpracování autorských her a scénografii.[zdroj?] Činnost spolku se rozrostla o další aktivity, jako např. Mikulášská nadílka, Vypravěčský festival, Královské průvody na vinobraní, benefiční festival Hradní hrátky, výstavy atd.

## Odehrané hry
- 1997 H. Ch. Andersen Pasáček vepřů
- 1998 Z. Svěrák, L. Smoljak Záskok
- 1998 Karel Čapek Zločin na chalupě
- 1998 B. Němcová Sedmero krkavců
- 1999 F. R. Čech Dívčí válka
- od r.1999 dosud Vinobraní V. Žernoseky Královský průvod
- od r. 1999 dosud Mikulášská nadílka
- 1999 Joan Shirley Vražda sexem
- 2000 Hubert Krejčí Krásná Desperanda
- 2000 Jevan Brandon Thomas Charleyova teta
- 2001 Ladislav Smoček Podivné odpoledne Dr.Zvonka Burkeho
- 2002 Zdeněk Poskalský Liga proti nevěře
- 2002 Ladislav Smoček Bludiště
- 2003 Gabriela Nogová Nedonošenec
- 2004 Petr Zelenka Příběhy obyčejného šílenství
- 2006 neznámý autor Muzeum voskových figurín
- 2006 Arnošt Goldflam Komplikátor
- 2008 Gabriela Nogová Co se děje v trávě
- 2010 Mario Fratti 6 vášnivých žen
- 2012 Barbora Vaculová Psí hřbitov
- 2012 Gabriela Nogová Superman přijede ve 22.37
- 2013 M.Doleželová, R. Vencl Když se zhasne
- 2015 Gabriela Nogová Husité v Úštěku
- 2015 Gabriela Nogová Boum, boum Pierre!
- 2016 Vlastimil Peška Šunkofleky
- 2017 Gabriela Nogová Geriho šuplíky
- 2018 Gabriela Nogová Celý můj nebožtík Pascal
- 2019 Jiří Koukal Na pavlači[6]
- 2022 Pavel Němec Amant

## Účinkovali od r. 1996
Gabriela Nogová, Blažena Hofmanová, Bohuslav Kundrát, Vlasta Čermáková, Pavlína Čurdová, Pavel Starý, Iva Bradová, Ilona Skrbková, Barbara Čurdová, Magdalena Čurdová, Rostislav Čurda, Josef Kyml, Jaroslav Kyml, Lucie Plačková, Soňa Pičmanová, Jiřina Landová, Jana Sulovská , Jana Petrusová, Miroslav Růžička, Zdena Táborská, Jan Táborský, Andrea Elísek, Blanka Peterková, Zdeněk Wachtl, Milan Červinka, Pavel Kundrát, Veronika Kasíková, Marie Jeníčková, Petr Kout, Mirka Sazečková, Eva Pařízková, Jaroslav Noga, Michal Král, Štěpán Koza, Patrik Holeček, Klára Sedláčková, Gabriela Nogová ml., Lenka Pizúrová, Eva Jirásková, Vojtěch Joza, Jana Pokorná, Jiří Kučera, Jaroslav Kulíšek, Miloš Faltin, Tomáš Müller, Pavel Karlík, Barbora Kalousová, Jiří Horák, Jan Haslinger, Pavel Marek, Daniel Filipi, Jiří Michálek, Jiří Hotový, Robin Aliu, Petra Fuxová, Zdeněk Barnet, turistický oddíl TOM Bobři.